# Kamerun na Letních olympijských hrách 1968
Kamerun se účastnil Letní olympiády 1968 v Mexiku.

## Medailové pozice
| Medaile | Jméno          | Sport | Disciplína                       |
| ------- | -------------- | ----- | -------------------------------- |
| Stříbro | Joseph Bessala | Box   | muži váha lehká střední do 67 kg |